# Vitějovice
Vitějovice jsou obec v okrese Prachatice v Jihočeském kraji. Leží zhruba 6,5 kilometru severovýchodně od Prachatic. Obcí protéká Zlatý potok. Žije zde 531 obyvatel.

## Historie
První písemná zmínka o vesnici pochází z roku 1283.

## Přírodní poměry
Vesnice leží v Šumavském podhůří. Protéká jí Zlatý potok, jehož údolní niva je jižně od vsi chráněna v přírodní památce Zlatý potok v Pošumaví. Na údolním svahu jižně od vesnice se nachází přírodní památka U Piláta.

## Obyvatelstvo
| Rok            | 1869 | 1880 | 1890 | 1900 | 1910 | 1921 | 1930 | 1950 | 1961 | 1970 | 1980 | 1991 | 2001 | 2011 | 2021 |
| -------------- | ---- | ---- | ---- | ---- | ---- | ---- | ---- | ---- | ---- | ---- | ---- | ---- | ---- | ---- | ---- |
| Počet obyvatel | 648  | 777  | 730  | 694  | 717  | 694  | 699  | 543  | 581  | 532  | 500  | 458  | 428  | 504  | 528  |
| Počet domů     | 119  | 127  | 131  | 136  | 141  | 140  | 148  | 151  | 133  | 138  | 133  | 170  | 190  | 174  | 215  |

## Obecní symboly
Znak a vlajka byly obci uděleny rozhodnutím předsedkyně Poslanecké sněmovny Parlamentu České republiky dne 18. května 2012.

## Pamětihodnosti
- Zřícenina hradu Vitějovice (Osule) ze druhé poloviny 13. století[7]
- Kostel svaté Markéty z roku 1743[8]
- Tvrziště zaniklého panského sídla ve vesnici na místě usedlosti čp. 2
- Boží muka
- Pomník pěti armád (původní a „Stopařka“)
- Pivovar
- Vodní Bürgerův mlýn
- Základní škola
- Lidová architektura (památkově chráněny jsou usedlosti čp. 2, 5, 6, 8, 14, 18, 30, 63 a 64)
- Slovanské mohyly

## Osobnosti
- Vít Fučík (1733–1804) – český aviatik

## Fotogalerie

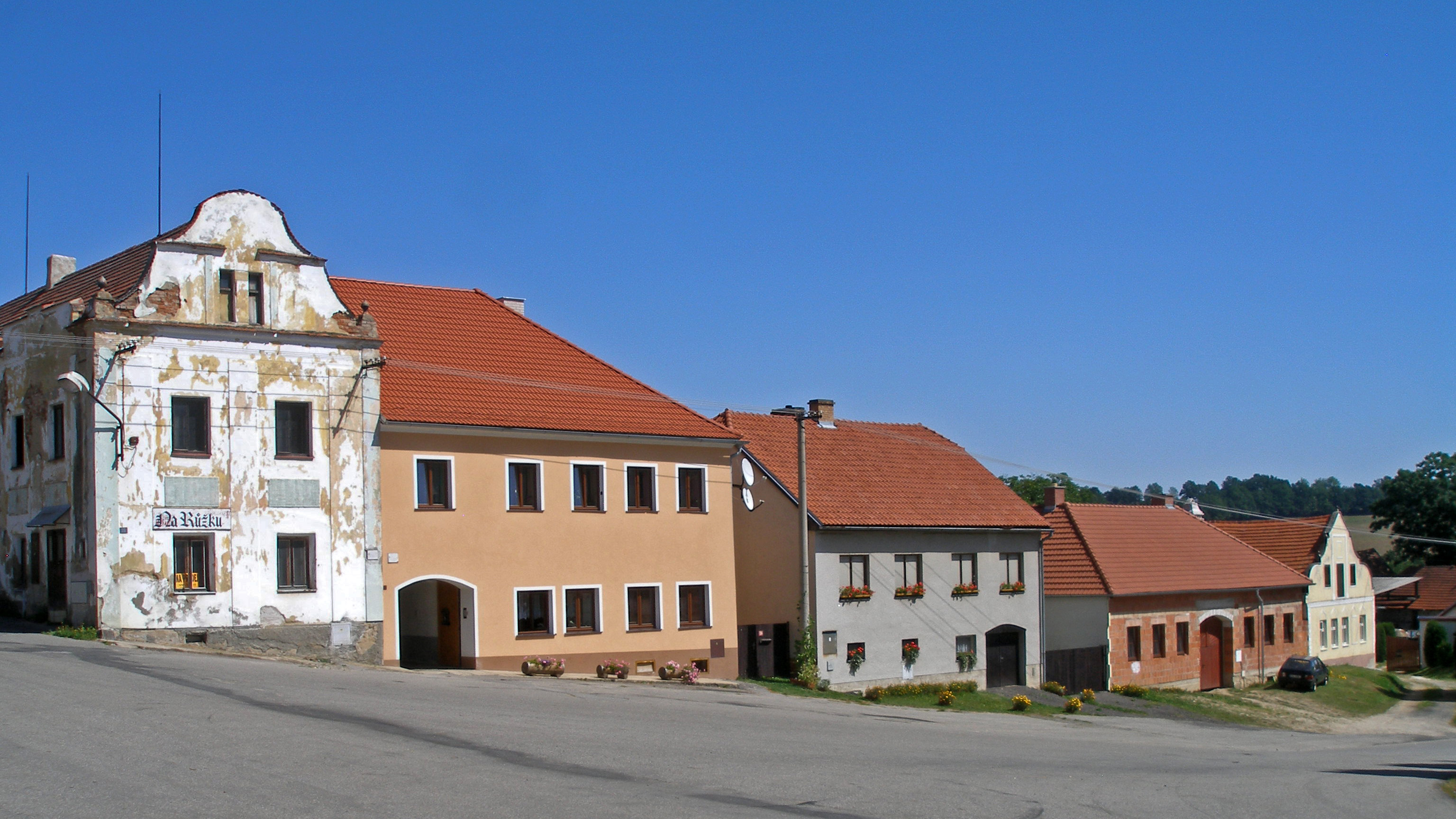
Náves
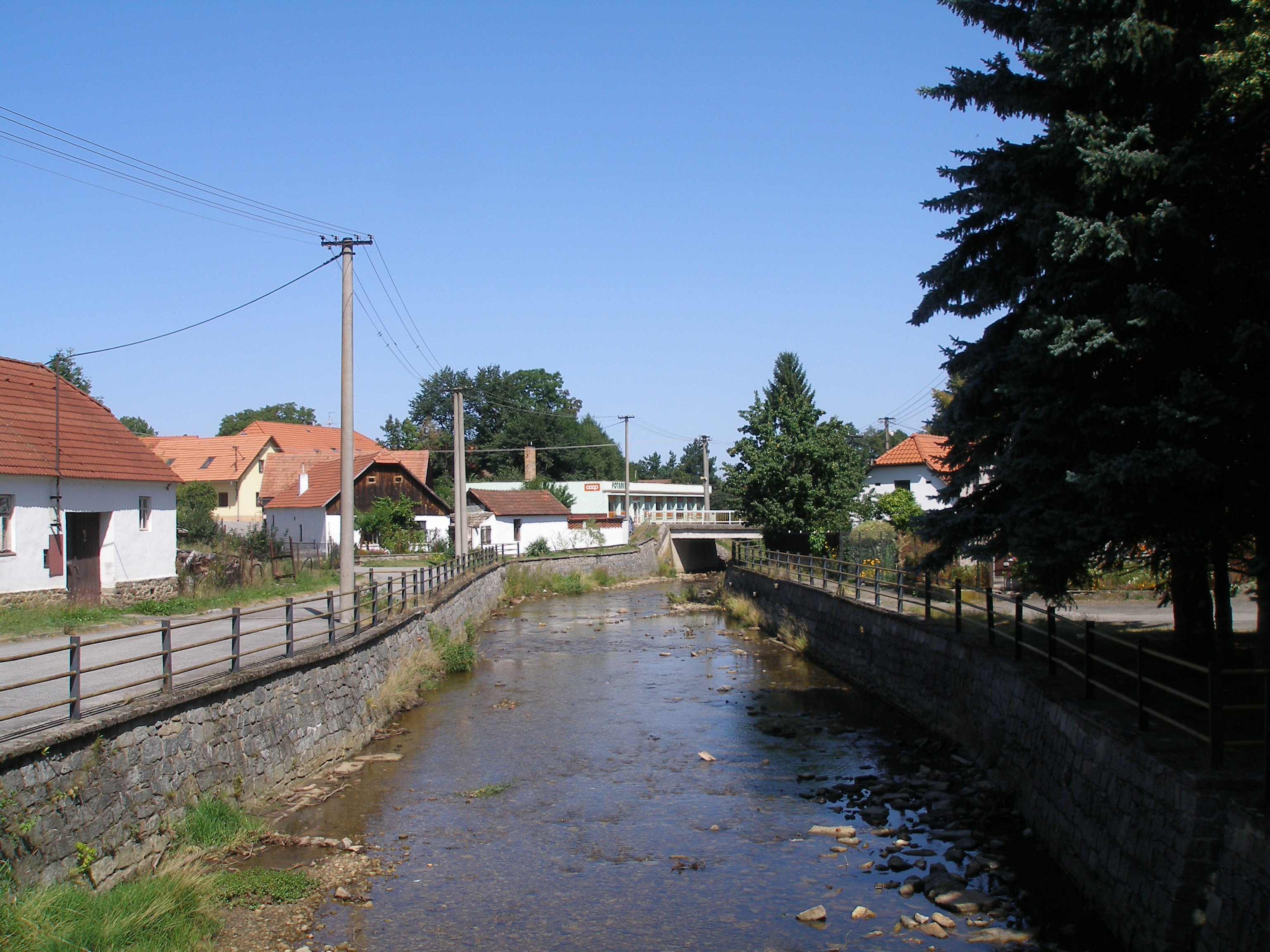
Zlatý potok
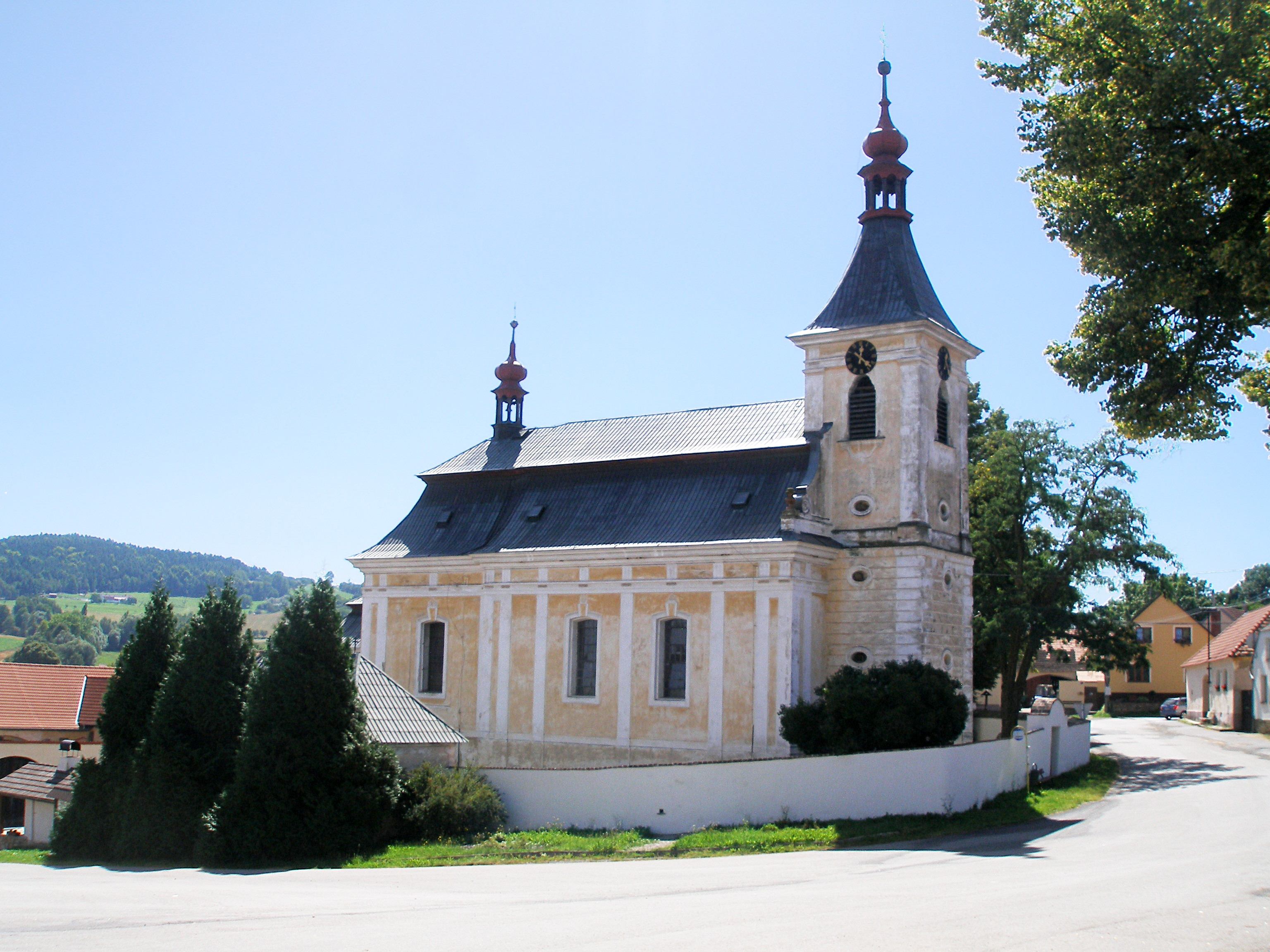
Kostel sv. Markéty
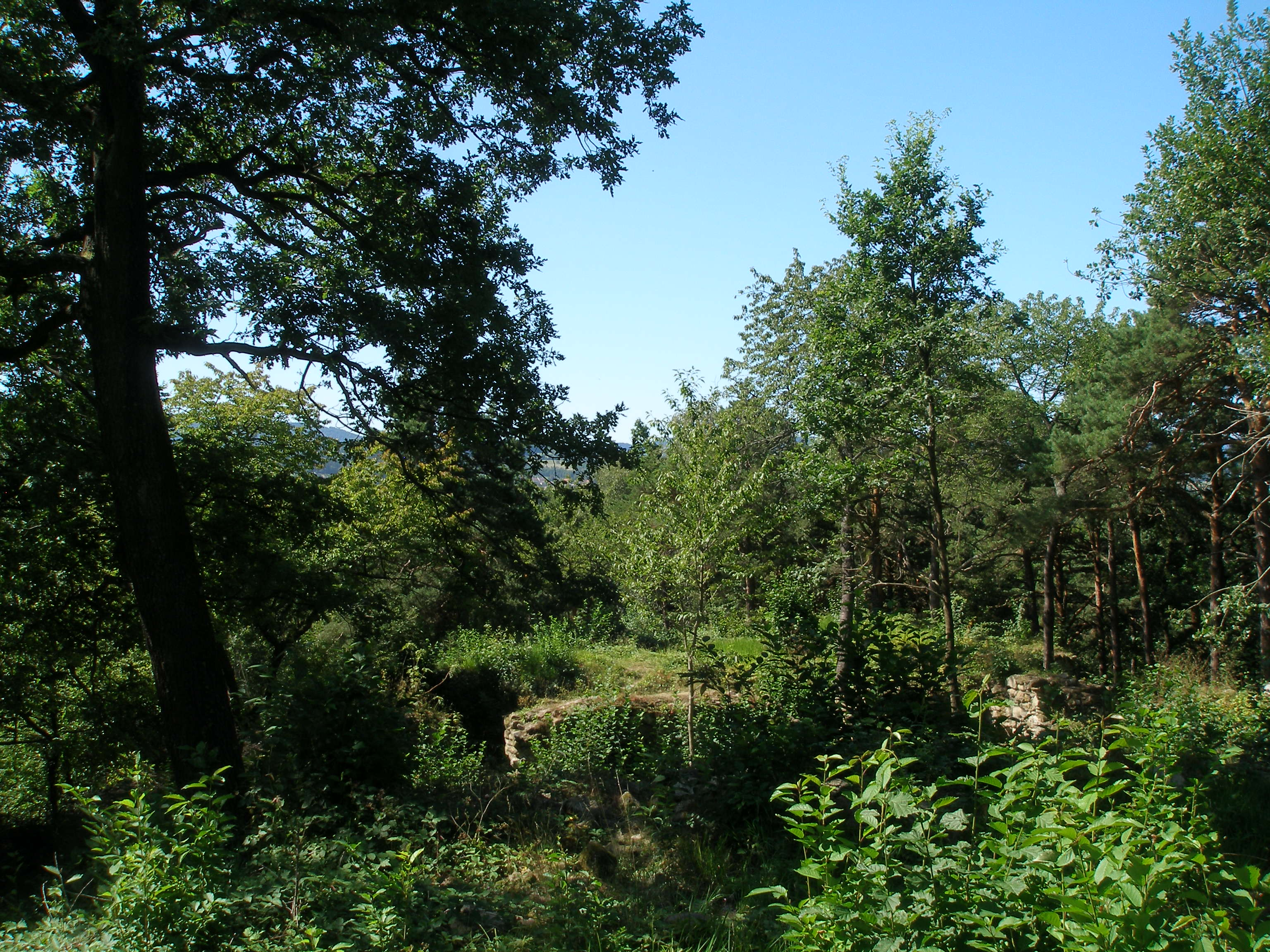
Osule
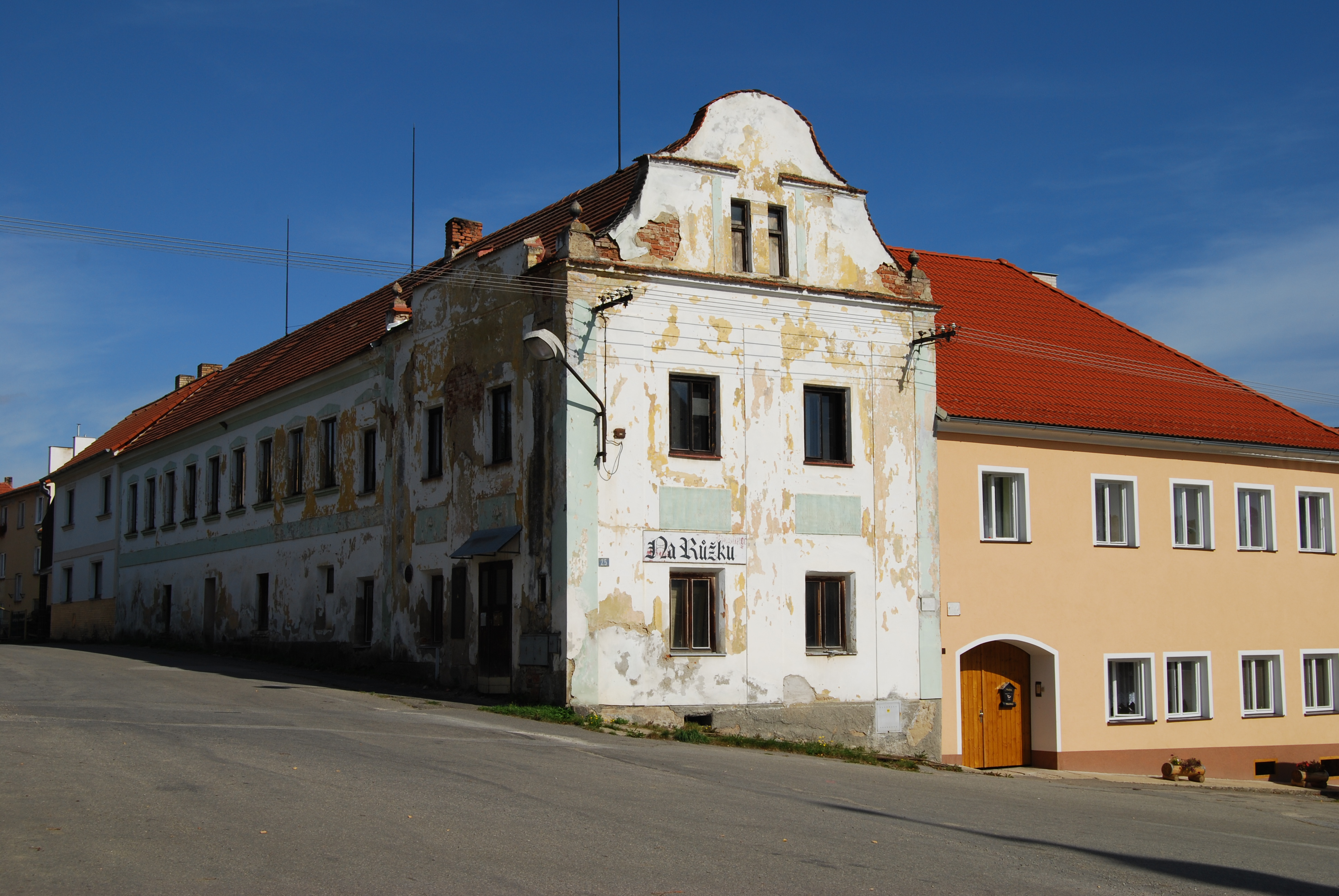
Statek
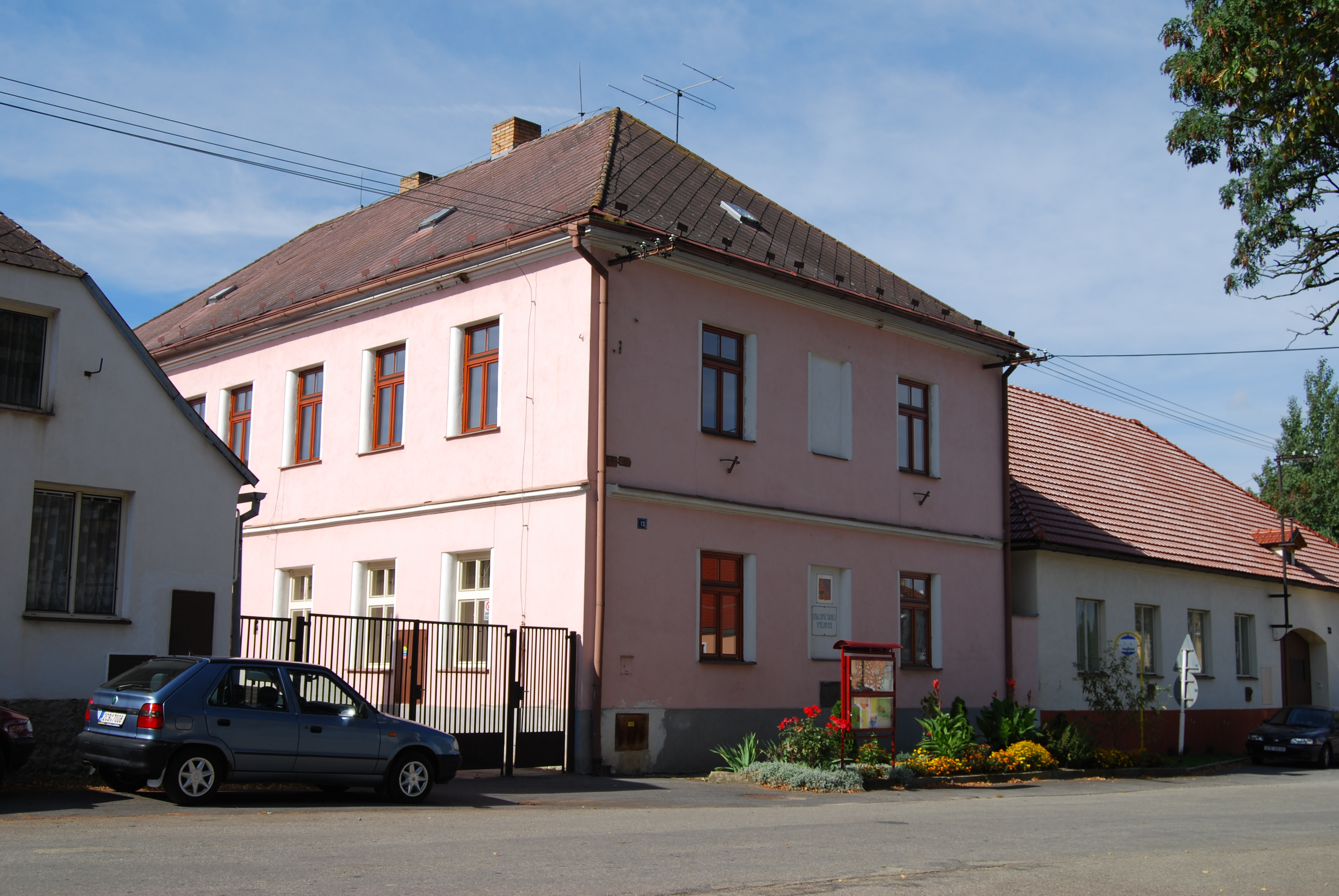
Základní škola
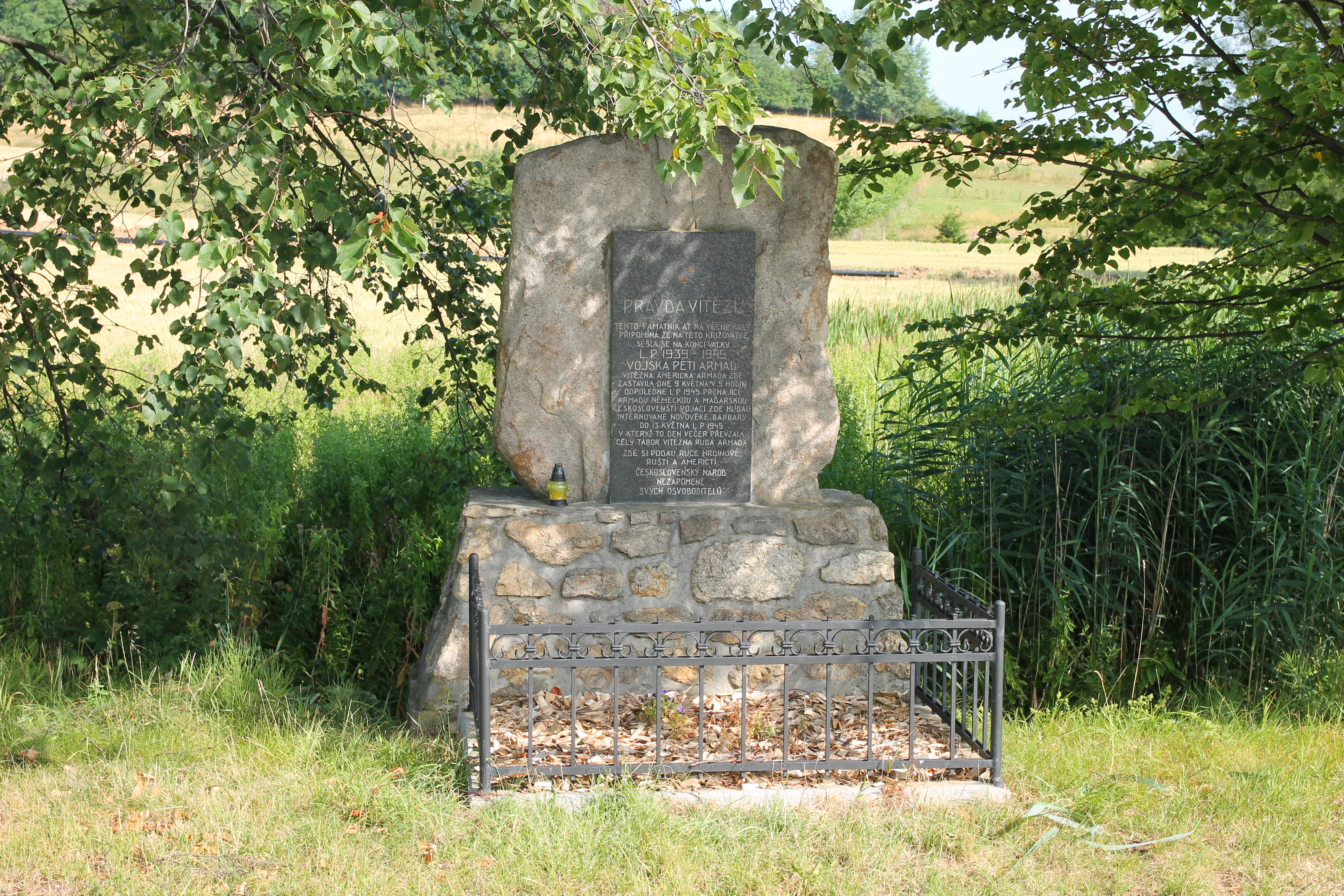
Původní pomník setkání pěti armád
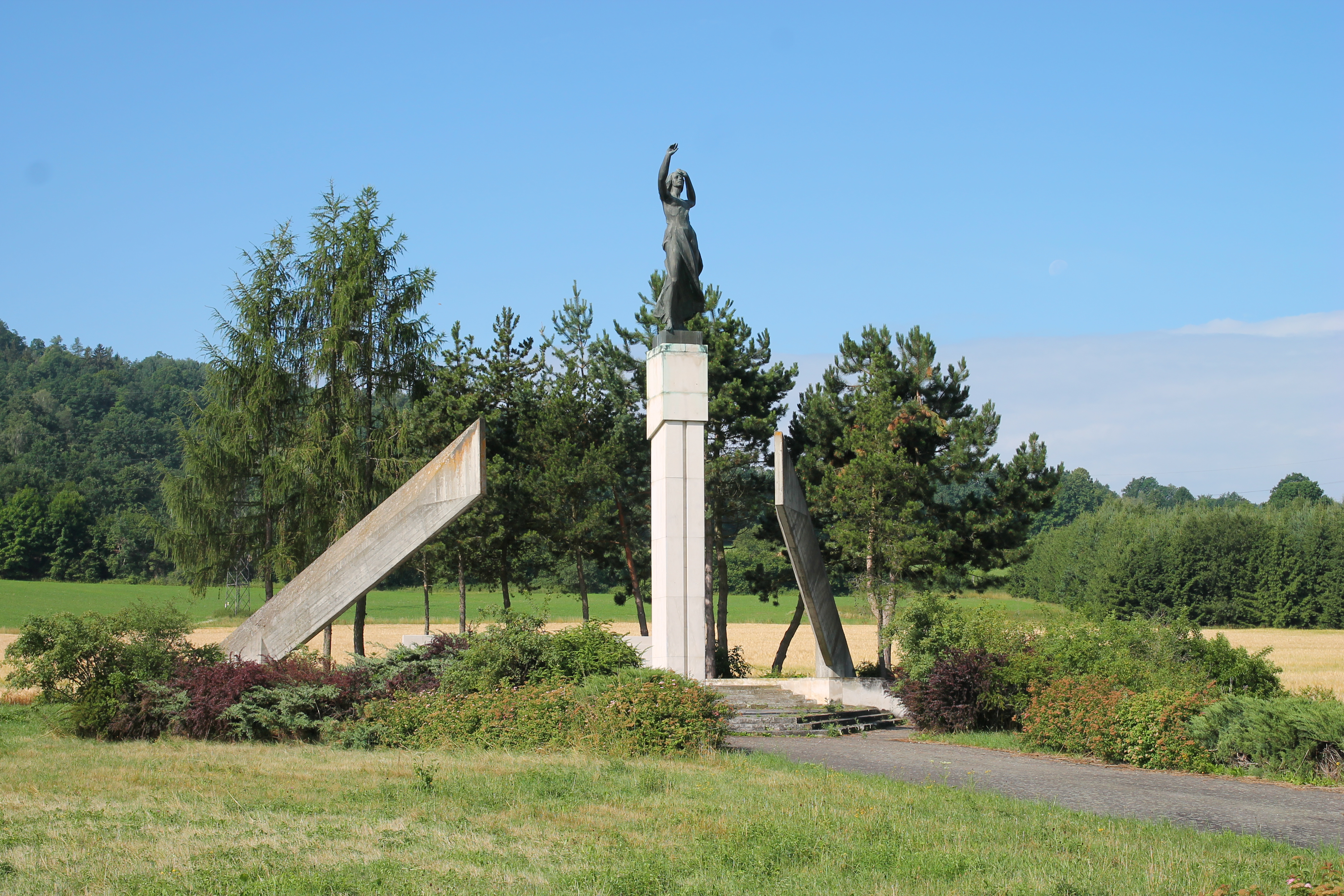
Nový pomník setkání pěti armád, tzv. Stopařka